# 萊克喬治鎮區 (明尼蘇達州斯特恩斯縣)
萊克喬治鎮區（英語：Lake George Township）是位於美國明尼蘇達州斯特恩斯縣的一個行政鎮區。

## 歷史
萊克喬治鎮區於1877年設立，得名自早期定居者喬治·克萊默（George Kraemer）。

## 地方資料
萊克喬治鎮區的面積為91.62平方千米，當中陸地面積為89.80平方千米，而水域面積為1.81平方千米。根據2020年美國人口普查的數據，當地共有人口308人，而人口密度為每平方千米3.36人。